# Ипатий Гангрский
Ипа́тий (греч. Υπάτιος Γαγγρών; +325 или 326) — епископ Гангрский, священномученик. Память в Православной церкви совершается 31 марта (13 апреля) и 16 (29) ноября, в Католической церкви — 14 ноября.

## Житие
Святой Ипатий был епископом Гангры (Пафлагония, Малая Азия, ныне Чанкыры, Турция). Участник Никейского собора 325 года, он был убит арианами по возвращении домой. В пустынном месте на него напали последователи раскольников Новата и Фелициссима. Еретики изранили его мечами и кольями и сбросили с высокого берега в болото. Женщина, бывшая среди нападавших и нанёсшая святому смертельный удар камнем по голове, тотчас потеряла рассудок и стала бить себя тем же камнем. Впоследствии она получила исцеление на могиле святого.
Жители города, очень любившие своего владыку, перенесли его тело в город и там похоронили. На могиле святого были явлены многие чудеса.
Имя Ипатия упоминается в сочинении «Martyrologium Romanum», где отмечается его мученическая смерть побиением камнями:

«Gangris, in Paphlagonia, sancti Hypatii Episcopi, qui, a magna Nicaena Synodo rediens, a Novatianis haereticis in via lapidibus impetitus, Martyr occubuit». (В Гангре, в Пафлагонии, святой епископ Ипатий после возвращения с Никейского собора еретиками новацианами был казнён побиением камнями и умер мучеником).

## Церковное почитание св. Ипатия
В честь св. Ипатия назван один из самых известных монастырей Русской православной церкви — Свято-Троицкий Ипатьевский в Костроме. Согласно принятой версии, монастырь основан около 1330 года татарским мурзою Четом, родоначальником рода Годуновых, бежавшим из Золотой Орды к Ивану Калите и принявшим в Москве христианство под именем Захария. В этом месте ему было видение Богородицы с предстоящими апостолом Филиппом и св. Ипатием, результатом которого стало его исцеление от болезни. В благодарность за исцеление им на этом месте был основан монастырь.
Святой Ипатий в Новгороде почитался как покровитель новгородских посадников – выборных руководителей Новгородской республики.
На Западе его литургическое празднование 14 ноября упоминается в «Martyrologium Romanum». Является покровителем аббатства в Гроттаферрате.

## Святой в легендах
Имя святого Ипатия (иногда в форме святой Ипатии) часто упоминается среди абхазских преданий. Популярность ему принесла «народная этимология», ошибочное отождествление города Гангры, где находилась кафедра реального святого, с абхазской Гагрой. Местная традиция даже приписывала происхождение местных дворян Званба от святого Ипатия.